# Comedian Harmonists (együttes)
A Comedian Harmonists egy német énekegyüttes (vocal group) volt 1928-tól 1934-ig. Tagjai Harry Frommermann (tenor buffo), Asparuh Leschanikoff (tenor), Erich Collin (tenor), Roman Cycowski (bariton), Robert Biberti (basszus) és Erwin Bootz (zongora) voltak.

## Története
A zenekart Harry Frommermann alapította, az amerikai The Revelers együttest példaképnek tekintve.  Első próbájukat Berlinben tartották, a Stubenrauchstrasse 47. szám alatt. Pályafutásuk alatt nagyon népszerűek voltak, de a nácik hatalomra kerülése idején bajba kerültek, ugyanis Frommermann, Collin és Cycowski mind zsidók vagy zsidó származásúak voltak. Bootz pedig zsidó nőt vett feleségül.  A nácik megtiltották, hogy a zsidó zeneszerzők darabokat szerezzenek, és így a Comedian Harmonists sem játszhatott nyilvánosan. Utolsó németországi koncertjüket 1934. március 25-én tartották Hannoverben. Ezután Frommermann, Collin és Cycowski elhagyták Németországot, és Amerikában szerepeltek "Comedian Harmonists" illetve "Comedy Harmonists" nevek alatt. Az együttes Németországban maradt tagjai "Das Meistersextett" néven folytatták, a nácik ugyanis nem engedték meg az angol neveket. Ezek a zenekarok már nem tudták megismételni az eredeti Comedian Harmonists sikereit, és 1941-ben végleg feloszlottak.
1975-ben Eberhard Fechner filmrendező dokumentumfilmet készített róluk, 1998-ban pedig megnyerték a Deutsche Phonoakademie Echo-díját. 1997-ben újabb film készült róluk, melyben színészek játszották el a zenekar tagjait.  Az 1997-es Comedian Harmonists film Amerikában egyszerűen csak "The Harmonists" címen jelent meg.

## Berlin Comedian Harmonists
1997-ben alakultak Berlinben a Comedian Harmonists dalainak feldolgozására.